# Centro de Alto Rendimiento - Baja California
El Centro de Alto Rendimiento o CAR de REMO  Baja California es una instalación deportiva ideada para la mejora del rendimiento deportivo de los deportistas de alto nivel en dicho estado mexicano. Nació a partir de la idea de integración e innovación en el deporte. Cuenta con espacios oficiales que cumplen con los estándares internacionales. Sus instalaciones están certificadas, entre otros organismos, por el Comité Olímpico Mexicano (COM) y han sido sede de diversos eventos deportivos.

## Ubicaciones
- Tijuana
- Ensenada
- San Felipe
- Mexicali (Ciudad Guadalupe Victoria)
- Mexicali (Ciudad Deportiva)

## Disciplinas

### Tijuana
- Atletismo
- Tiro deportivo
- Esgrima
- Canotaje
- Ráquetbol
- Vóleibol
- Vóleibol de playa
- Básquetbol
- Clavados
- Natación
- Polo acuático (Waterpolo)
- Judo
- Taekwondo
- Handball
- Bádminton
- Tiro con arco
- Ciclismo
- Luchas asociadas[1]

### Ensenada
- Tenis de mesa
- Luchas asociadas
- Frontón
- Patines sobre ruedas
- Karate
- Judo
- Bádminton
- Tiro con arco
- Ciclismo[3]

### San Felipe
- Remo[4]

### Mexicali (Ciudad Guadalupe Victoria)
- Halterofilia[5]

### Mexicali (Ciudad Deportiva)
- Atletismo
- Esgrima
- Básquetbol
- Natación
- Hockey
- Hockey in-line
- Judo
- Taekwondo
- Handball
- Bádminton
- Tiro deportivo
- Tiro con arco
- Ciclismo
- Luchas asociadas[6]

## Instalaciones
El CAR Baja California cuenta con:
- Gimnasio de usos múltiples
- Cancha de rácquetbol
- Cancha de usos múltiples
- Campo de tiro con arco
- Campo de béisbol
- Circuito de trote
- Canchas de voleibol de playa
- Gimnasio al aire libre (espacio activo)
- Cancha de fútbol rápido
- Área de lanzamientos
- Pista atlética
- Polideportivo
- Cancha de hockey en patines
- Complejo acuático
- Velódromo
- Villa Atlética
- Área administrativa
- Medicina del deporte
- Telesecundaría
- Comedor
- Estacionamiento

## INDEBC
El Instituto del Deporte y la Cultura Física de Baja California (INDEBC) es un organismo público de la Administración Pública Estatal que posee autonomía de gestión para cumplir con sus objetivos. Dentro de sus funciones estructura y lleva a cabo programas de educación física, incentiva a la población del estado a participar en eventos deportivos y, apoyado de sectores tanto públicos como privados, planea estrategias para involucrar a la población en la práctica deportiva.